# Alpii Bergamezi

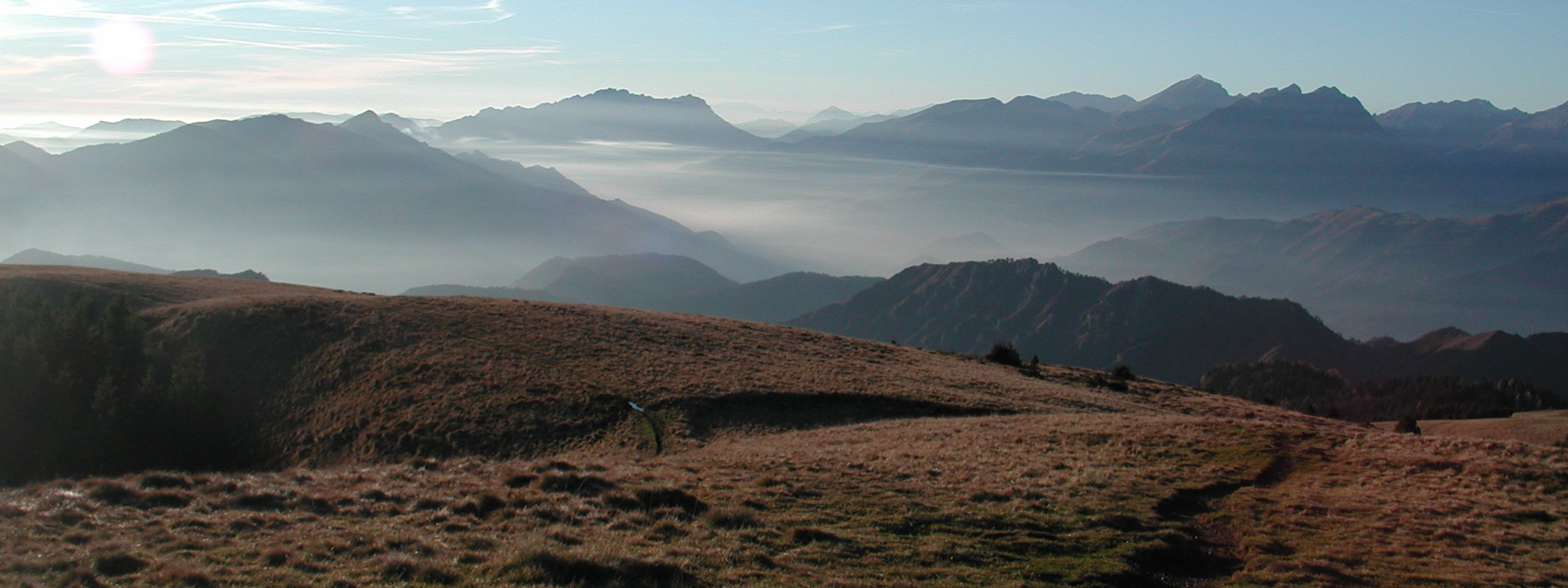
Panorama Alpii Bergamezi

Alpii Bergamezi (denumiți și Alpii Orobie) sunt un lanț muntos situat în Italia - în regiunea Lombardia și fac parte din Alpii Orientali Centrali.
Denumirea lor provine de la orașul Bergamo, situat la sud.
Alpii Bergamezi se întind de la Lacul Como la Lacul Iseo. Se învecinează cu Muntele Bernina - de care-l separă valea râului Adda (denumită și Valtellina) - la nord; în nord-est cu Alpii Ortler, de care-l separă trecătoarea Aprica; în est valea râului Oglio (Val Camonica) îl desparte de grupul de munți Adamello-Presanella.

## Vârfuri
Principalele vârfuri din Alpii Bergamezi sunt:
| Denumire              | Înălțime (m) |
| --------------------- | ------------ |
| Pizzo di Coca         | 3050         |
| Pizzo di Scais        | 3040         |
| Pizzo di Redorta      | 3037         |
| Pizzo del Diavolo     | 2915         |
| Pizzo Recastello      | 2886         |
| Monte Gleno           | 2883         |
| Monte Tornello        | 2688         |
| Corno Stella          | 2620         |
| Monte Legnone         | 2610         |
| Pizzo dei Tre Signori | 2554         |
| Pizzo di Presolana    | 2511         |
| Grigna                | 2410         |
| Monte Resegone        | 1876         |

## Trecători
Principalele trecători din Alpii Bergamezi:
| Denumire                          | Traseu                             | Acces          | Înălțime (m) |
| Passo di Val Morta or del Diavolo | de la Valle Seriana la Sondrio     | potecă         | 2601         |
| Passo di Venina                   | de la Valle Brembana la Sondrio    | potecă         | 2433         |
| Passo del Salro                   | de la Valle Seriana la Sondrio     | potecă         | 2419         |
| Passo del Venerocolo              | de la Val di Scalve la Aprica      | drum forestier | 2315         |
| Passo di Idordona                 | de la Valle Brembana la Sondrio    | potecă         | 2080         |
| Passo di San Marco                | de la Bergamo la Morbegno          | șosea          | 1985         |
| Passo del Vivione                 | de la Val di Scalve la Edolo       | șosea          | 1819         |
| Passo di Presolana                | de la Clusone la the Val di Scalve | șosea          | 1286         |
| Aprica Pass                       | de la Edolo la Sondrio             | șosea          | 1181         |